# Deutsche Skilanglauf-Meisterschaften 2025
Die Deutschen Skilanglauf-Meisterschaften 2025 fanden am 27. September 2024 in der Skisporthalle in Oberhof und vom 28. bis zum 30. März 2025 in Seefeld in Tirol statt. Es wurde Sprints, Massenstartrennen, Teamsprints, Staffel und Mixed-Staffel ausgetragen. Bei den Männern gewann Friedrich Moch das Massenstartrennen über 30 km Freistil und Jan Stölben das Sprintrennen. Zudem siegte der Bayerische Skiverband im Teamsprint und die Staffel vom TSV Buchenberg. Bei den Frauen holte Laura Gimmler den Meistertitel im Massenstartrennen über 20 km Freistil und Coletta Rydzek im Sprint. Den Teamsprint gewann der Bayerische Skiverband und die Staffel der SC Oberstdorf. Die Sprintrennen in Oberhof wurden vom Thüringer Skiverband und die Wettbewerbe in Seefeld in Tirol vom Skiclub Partenkirchen ausgerichtet.

## Ergebnisse Herren

### Sprint Freistil
| Platz | Name                   | Verein         |
| ----- | ---------------------- | -------------- |
| 1     | Federico Pellegrino    | Italien        |
| 2     | Jan Stölben            | SLV Ernstberg  |
| 3     | Elia Barp              | Italien        |
| 4     | Anian Sossau           | SC Eisenärzt   |
| 5     | Jaume Pueyo            | Spanien        |
| 6     | Alessandro Chiocchetti | Italien        |
| 7     | Marius Kastner         | SC Neubau      |
| 8     | Janosch Brugger        | WSG Schluchsee |

Datum: 27. September 2024

Am Start waren 50 Teilnehmer. Ausländische Teilnehmer erhielten keine Medaillen.

### 30 km Freistil Massenstart
| Platz | Name               | Verein             | Zeit (h)  |
| ----- | ------------------ | ------------------ | --------- |
| 1     | Friedrich Moch     | WSV Isny           | 1:01:42,0 |
| 2     | Korbinian Heiland  | SC Partenkirchen   | 1:01:54,0 |
| 3     | Simon Kaiser       | WSV Oberhof 05     | 1:01:69,6 |
| 4     | Josef Fässler      | SC Scheidegg       | 1:02:58,7 |
| 5     | Kilian Koller      | TSV Buchenberg     | 1:03:07,6 |
| 6     | Alexander Brandner | WSV Bischofswiesen | 1:03:25,4 |
| 7     | Max Göther         | VSC Klingenthal    | 1:03:29,8 |
| 8     | Paul Gräf          | WSV Asbach         | 1:03:36,8 |

Datum: 29. März 2025

Am Start waren 25 Teilnehmer. Das Rennen der U20 gewann Jakob Moch.

### Teamsprint Freistil
| Platz | Landesverband           | Name                           | Verein                                 | Zeit (min) |
| ----- | ----------------------- | ------------------------------ | -------------------------------------- | ---------- |
| 1     | Bayerischer Skiverband  | Simon Jung Niklas Schmid       | SC Immenstadt SV Maierhöfen-Grünenbach | 24:25,9    |
| 2     | Bayerischer Skiverband  | Killian Koller Josef Fässler   | TSV Buchenberg SC Scheidegg            | 24:35,9    |
| 3     | Schwäbischer Skiverband | Friedrich Moch Janosch Brugger | WSV Isny WSG Schluchsee                | 25:01,1    |
| 4     | Bayerischer Skiverband  | Robin Fischer Marius Kastner   | TSV Buchenberg SC Neubau               | 25:05,5    |
| 5     | Thüringer Skiverband    | Simon Kaiser Tom Emilio Wagner | WSV Oberhof 05 SWV Goldlauter          | 25:07,6    |

Datum: 28. März 2025

Es waren zehn Teams am Start.

### 3 × 5 km Staffel
| Platz | Verein          | Name                                               | Zeit (min) |
| ----- | --------------- | -------------------------------------------------- | ---------- |
| 1     | TSV Buchenberg  | Robin Fischer Elias Keck Kilian Koller             | 32:55,3    |
| 2     | VSC Klingenthal | Max Göther Jonas Albrecht Janik Weidlich           | 33:29,0    |
| 3     | SC Oberstdorf   | Thomas Spötzel Markus Köcheler Felix Bollwein      | 33:35,9    |
| 4     | SV Kirchzarten  | Luis Schuler Valentin Haag Sven Kolb               | 34:31,1    |
| 5     | SC Fürth        | Tobias Buschek Christian Buschek Alexander Buschek | 34:56,5    |

Datum: 30. März 2025 

Es waren 32 Staffeln am Start.

## Ergebnisse Frauen

### Sprint Freistil
| Platz | Name                  | Verein                |
| ----- | --------------------- | --------------------- |
| 1     | Coletta Rydzek        | SC Oberstdorf         |
| 2     | Laura Gimmler         | SC Oberstdorf         |
| 3     | Anna-Maria Dietze     | Pulsschlag Neuhausen  |
| 4     | Helen Hoffmann        | WSV Oberhof 05        |
| 5     | Caterina Ganz         | Italien               |
| 6     | Iris De Martin Pinter | Italien               |
| 7     | Victoria Carl         | SC Motor Zella-Mehlis |
| 8     | Lisa Lohmann          | WSV Oberhof 05        |

Datum: 27. September 2024

Am Start waren 37 Teilnehmerinnen.

### 20 km Freistil Massenstart
| Platz | Name                | Verein                        | Zeit (min) |
| ----- | ------------------- | ----------------------------- | ---------- |
| 1     | Laura Gimmler       | SC Oberstdorf                 | 45:10,2    |
| 2     | Katharina Hennig    | WSC Erzgebirge Oberwiesenthal | 45:10,3    |
| 3     | Anna-Maria Dietze   | Pulsschlag Neuhausen          | 45:10,4    |
| 4     | Theresa Fürstenberg | WSV Isny                      | 45:11,2    |
| 5     | Kim Hager           | SC/TV Gefrees                 | 45:14,6    |
| 6     | Helen Hoffmann      | WSV Oberhof 05                | 45:14,7    |
| 7     | Charlotte Böhme     | VSC Klingenthal               | 45:47,8    |
| 8     | Magdalena Richter   | SC Hochvogel München          | 46:35,1    |

Datum: 29. März 2025

Am Start waren 16 Teilnehmerinnen.

### Teamsprint Freistil
| Platz | Landesverband          | Name                               | Verein                                             | Zeit (min) |
| ----- | ---------------------- | ---------------------------------- | -------------------------------------------------- | ---------- |
| 1     | Bayerischer Skiverband | Theresa Fürstenberg Laura Gimmler  | SC Partenkirchen SC Oberstdorf                     | 22:36,6    |
| 2     | Skiverband Sachsen     | Katharina Hennig Anna-Maria Dietze | WSC Erzgebirge Oberwiesenthal Pulsschlag Neuhausen | 22:53,8    |
| 3     | Bayerischer Skiverband | Katja Veit Verena Veit             | SC Oberstdorf SC Oberstdorf                        | 22:56,3    |
| 4     | Bayerischer Skiverband | Kim Hager Magdalena Richter        | SC Gefrees SC Hochvogel München                    | 23:16,7    |
| 5     | Bayerischer Skiverband | Marina Sauter Sophie Lechner       | SC Partenkirchen TSV Marquartstein                 | 23:50,3    |

Datum: 28. März 2025

Es waren zehn Teams am Start.

### 3 × 3 km Staffel
| Platz | Verein          | Name                                       | Zeit (min) |
| ----- | --------------- | ------------------------------------------ | ---------- |
| 1     | SC Oberstdorf   | Verena Veit Laura Gimmler Katja Veit       | 23:06,8    |
| 2     | SCP             | Luisa Dahlke Marina Sauter Lea Zimmermann  | 24:11,3    |
| 3     | SC Oberstdorf   | Sina Titscher Lisabeth Molter Joana Müller | 24:50,5    |
| 4     | VSC Klingenthal | Charlotte Böhme Nele Reyer Laura Petzold   | 25:14,1    |
| 5     | SCMK Hirschau   | Miriam Reisnecker Sarah Ott Linda Schlierf | 25:23,6    |

Datum: 30. März 2025 

Es waren 19 Staffeln am Start.

## Mixed

### Staffel
| Platz | Verein               | Name                                                  | Zeit (min) |
| ----- | -------------------- | ----------------------------------------------------- | ---------- |
| 1     | SCP                  | Theresa Fürstenberg Tilman Hartlieb Korbinian Heiland | 28:59,9    |
| 2     | WSV Bischofswiesen   | Daniela Brandner Alexander Brandner Lorenz Hasenknopf | 30:15,7    |
| 3     | SC Oberhof           | Helena Dietsch Lennox Filbrich Simon Kaiser           | 31:14,5    |
| 4     | SC Pfronten          | Lena Einsiedler Matthias Vogler Ole Händel            | 31:23,0    |
| 5     | SC Hochvogel München | Magdalena Richter Arved Kühnhnisch Leo Eichinger      | 31:24,4    |

Datum: 30. März 2025 

Es waren 31 Staffeln am Start.